# Mammarenavirus
Genre
Synonymes
- Arenavirus[1]

Taxons de rang inférieur
- Allpahuayo mammarenavirus
- Alxa mammarenavirus
- Argentinian mammarenavirus
- Bear Canyon mammarenavirus (en)
- Brazilian mammarenavirus
- Cali mammarenavirus (en)
- Chapare mammarenavirus
- Chevrier mammarenavirus
- Cupixi mammarenavirus
- Flexal mammarenavirus
- Gairo mammarenavirus
- Guanarito mammarenavirus
- Ippy mammarenavirus
- Kitale mammarenavirus
- Lassa mammarenavirus
- Latino mammarenavirus
- Loei River mammarenavirus
- Lujo mammarenavirus
- Luna mammarenavirus
- Lunk mammarenavirus
- Lymphocytic choriomeningitis mammarenavirus
- Machupo mammarenavirus
- Mammarenavirus bituense
- Mammarenavirus kwanzaense
- Mariental mammarenavirus
- Merino Walk mammarenavirus
- Mobala mammarenavirus (en)
- Mopeia mammarenavirus (en)
- Okahandja mammarenavirus
- Oliveros mammarenavirus
- Paraguayan mammarenavirus
- Pirital mammarenavirus
- Planalto mammarenavirus
- Ryukyu mammarenavirus
- Serra do Navio mammarenavirus
- Solwezi mammarenavirus
- Souris mammarenavirus
- Tacaribe mammarenavirus
- Tamiami mammarenavirus
- Wenzhou mammarenavirus
- Whitewater Arroyo mammarenavirus
- Xapuri mammarenavirus

Mammarenavirus, précédemment Arenavirus du latin arena (sable), est un genre de virus de la famille des Arenaviridae. Ce nom est une contraction de « mammifère » avec l'ancien genre Arenavirus pour distinguer ces virus de ceux affectant les reptiles et appelés Reptarenavirus.  Jusqu'en 2014, le genre était connu sous le nom d'Arenavirus ; il a été changé en Mammarenavirus pour éviter toute confusion avec le nom de la famille à laquelle il appartient.
Ce sont des virus à ARN de 110 à 130 nm qui acquièrent leur enveloppe par bourgeonnement au travers de la membrane de la cellule infectée : l'aspect granuleux de certaines particules présentes à l'intérieur du cytoplasme des cellules infectées — visible par microscope électronique — font penser à du sable.
Le virus admet généralement un hôte rongeur spécifique, qui joue le rôle de réservoir naturel pour le virus. Certains d'entre eux sont à l'origine de zoonoses pouvant causer des fièvres hémorragiques graves comme :
- la fièvre de Lassa ;
- la fièvre hémorragique d'Argentine ;
- la fièvre hémorragique bolivienne ;
- la fièvre hémorragique brésilienne ;
- la fièvre hémorragique vénézuélienne ;
- la fièvre du Chapare.

L'humain se contamine au contact des rongeurs ou de leurs urines qui contiennent du virus (aérosol). En Europe, on connait le virus de la chorioméningite lymphocytaire (CML).
On distingue des fièvres du Nouveau Monde et de l'Ancien Monde (comme la fièvre de Lassa).

## Référence biologique
- (en) ICTV : Mammarenavirus  (consulté le 25 janvier 2021)